# Фатмір Бесімі
Фатмір Бесімі (мак. Фатмир Бесими; 18 листопада 1975, Тетово, Соціалістична Республіка Македонія, СФРЮ) — македонський державний діяч, член Демократичного союзу за інтеграцію. Міністр фінансів Північної Македонії з 30 серпня 2020 року. Заступник прем'єр-міністра Північної Македонії з європейських справ з 18 лютого 2013 до 4 квітня 2016 року. Міністр оборони з 28 лютого 2011 до 18 лютого 2013 року.

## Освіта
1998 року закінчив економічний факультет Університету Св. Кирила і Мефодія в Скоп'є. Докторську дисертацію захистив 2007 року в Стаффордширський університет, Велика Британія.
Володіє македонською, англійською, албанською і сербсько-хорватською мовами.

## Кар'єра
- З січня до липня 2000 року працював у валютному департаменті тетовської філії Промислового банку в Скоп'є.
- З травня 2001 до жовтня 2002 року — у департаменті досліджень та аналізу Національного банку Північної Македонії.
- З листопада 2002 до серпня 2003 року — директор державного підприємства «Аеродромски Услуги — Македонија».
- З серпня 2003 до листопада 2004 року — заступник голови Національного банку Республіки Македонії.
- З грудня 2004 до серпня 2006 року — міністр економіки Республіки Македонії.
- З листопада 2007 до липня 2008 року — економіст Світового банку в Приштині, Косово.
- З липня 2008 до липня 2011 року знову обіймав посаду міністра економіки Республіки Македонії.
- З серпня 2011 до лютого 2013 — міністр оборони Республіки Македонії.
- З лютого 2013 до квітня 2016 — Заступник прем'єр-міністра Північної Македонії з європейських справ.
- З 30 серпня 2020 року — міністр фінансів в уряді Зорана Заєв.

## Сім'я
Фатмір Бесімі одружений, дітей немає.